# Muta semistagna
Una muta semistagna è un particolare tipo di muta umida, un indumento impermeabile e termoisolante necessario nelle immersioni subacquee per resistere al freddo.

## Caratteristiche

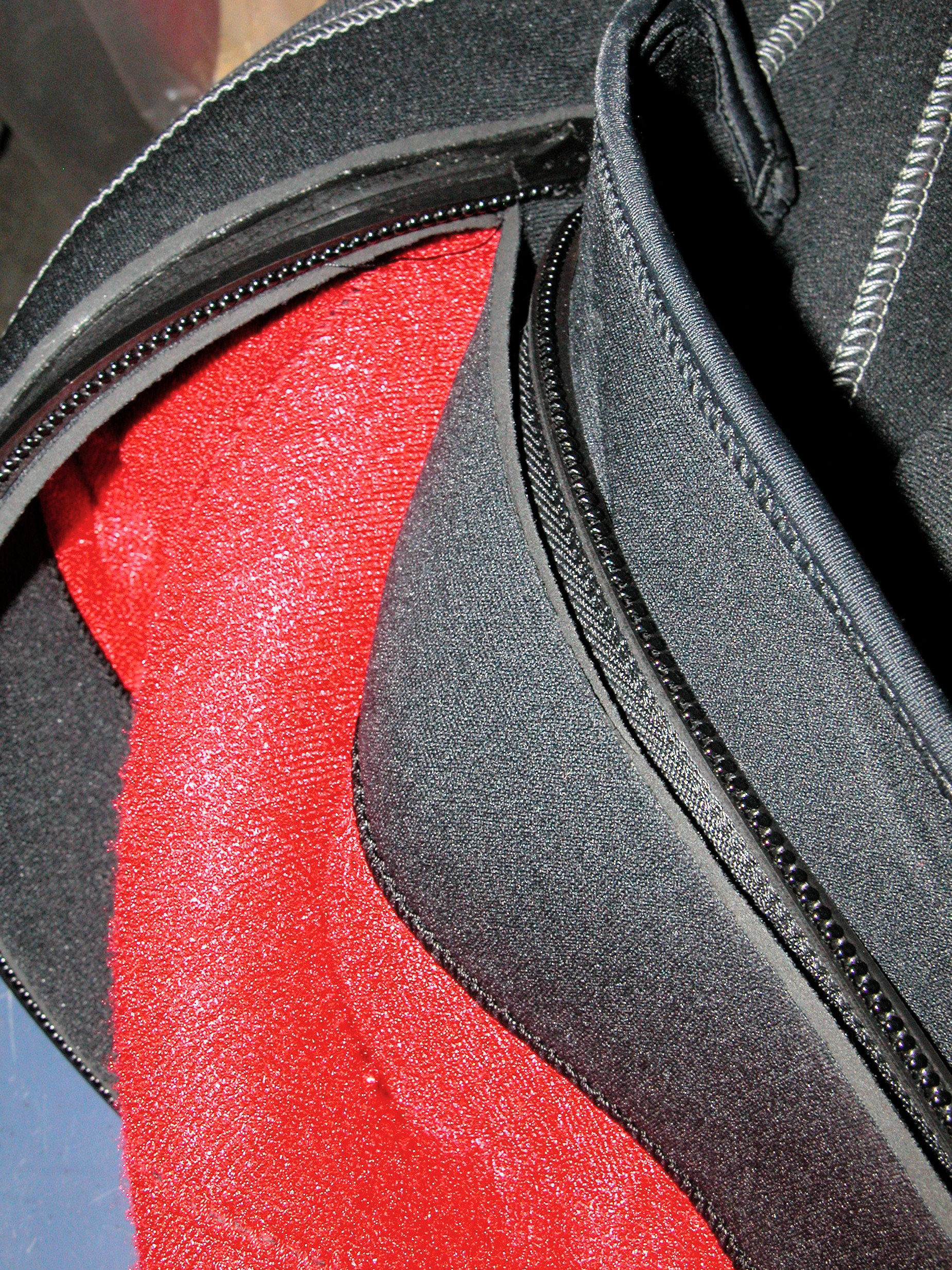
Particolare della cerniera posteriore della muta.

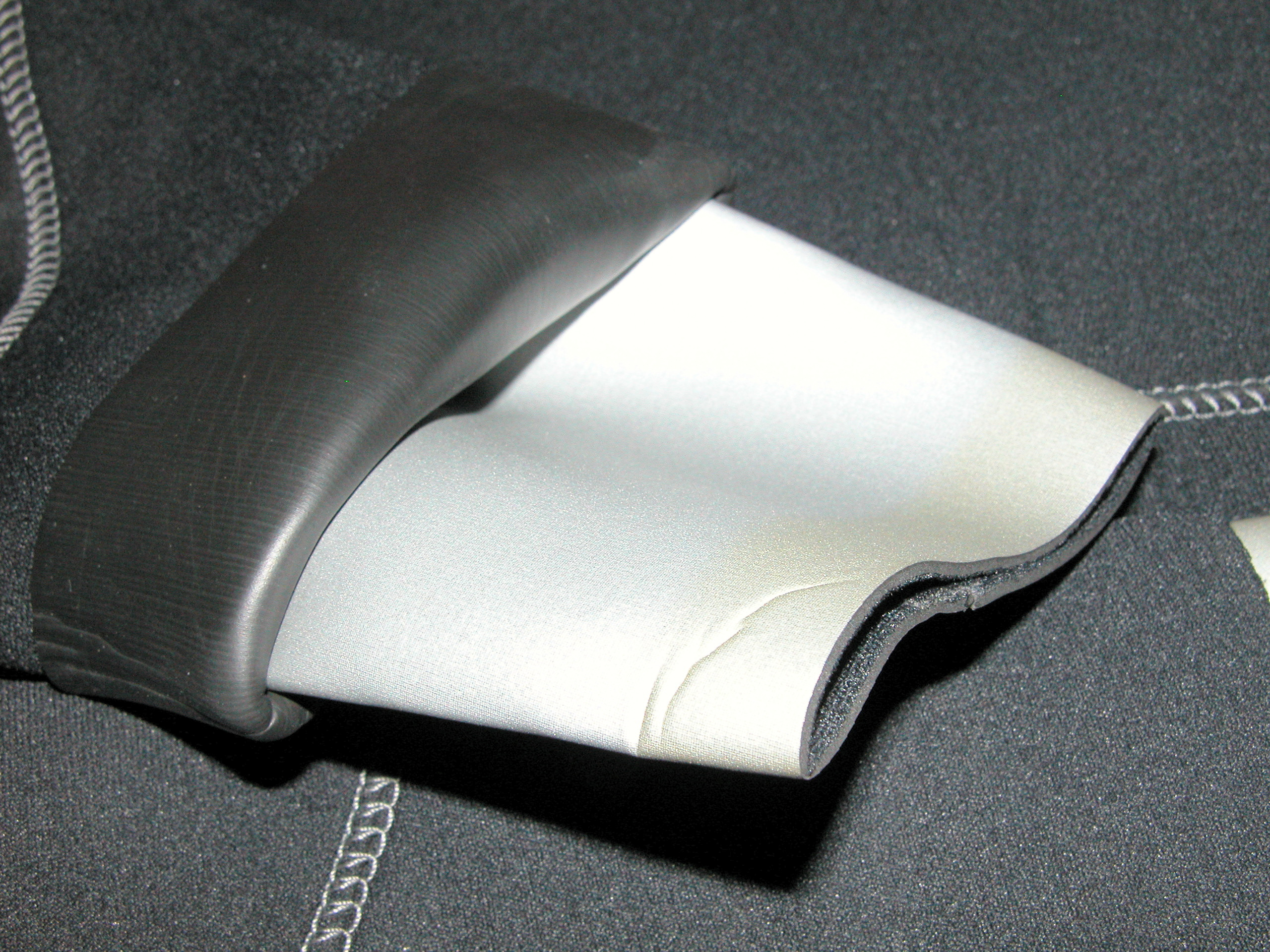
Particolare della cavigliera in neoprene liscio a doppio strato.

La muta semistagna, come quella umida, mantiene uno strato d'acqua tra il corpo e la muta stessa, consentendo il ricambio con l'ambiente esterno solo su specifico intervento del subacqueo. Questo strato di acqua, scaldandosi al contatto con il corpo, mantiene una temperatura più calda rispetto a quella dell'acqua esterna, favorendo così la resistenza al freddo.
È costruita in neoprene e può avere uno spessore che varia da 5 a 7 mm. Si può indossare anche con un sottomuta leggero (sempre in neoprene). Necessita, rispetto alla muta umida, di una maggiore zavorra e di una cura maggiore: è infatti consigliato trattare con attenzione la cerniera di chiusura, perché, in caso di rottura, i costi di riparazione sono molto elevati. Anche il costo d'acquisto di una mutua semistagna sono più elevati rispetto ad una semplice muta umida.
Di solito una muta semistagna è dotata di polsini e cavigliere realizzati in neoprene liscio, in modo da aderire il più possibile alla pelle; in alcuni casi, sia i polsini che le cavigliere sono a doppio strato, in modo da poter far aderire tra di essi i guanti o i calzari ed aumentare così ulteriormente la tenuta. Il neoprene liscio viene utilizzato anche nel collare, che va rigirato all'interno dopo aver indossato la muta.
È un buon compromesso per immersioni in acque temperate, con temperature che vanno da 11 a circa 26 °C; nel caso di acque più fredde si può utilizzare un sottomuta in neoprene di qualche millimetro o, più appropriatamente, una muta stagna.